# Емелін Старр
Емелін Старр (англ. Emelyn Starr; нар. 11 листопада 1989) — колишня австралійська тенісистка.
Найвищу одиночну позицію світового рейтингу — 370 місце досягла 3 серпня 2009, парну — 246 місце — 4 жовтня 2010 року.
Здобула 4 парні титули туру ITF.

## Фінали ITF

### Парний розряд: 12 (4–8)
| Легенда          |
| турніри $100,000 |
| турніри $75,000  |
| турніри $50,000  |
| турніри $25,000  |
| турніри $10,000  |

| Фінали за покриттям |
| Тверде (2–5)        |
| Ґрунт (1–1)         |
| Трава (1–2)         |
| Килим (0–0)         |

| Результат | Ранг | Дата              | Турнір                           | Покриття | Партнерка       | Суперниці                       | Рахунок             |
| --------- | ---- | ----------------- | -------------------------------- | -------- | --------------- | ------------------------------- | ------------------- |
| Поразка   | 1.   | 6 березня 2007    | ITF Гамільтон, Нова Зеландія     | Тверде   | Дженні Свіфт    | Lee Ye-ra Танака Марі           | 2–6, 4–6            |
| Поразка   | 2.   | 11 лютого 2008    | ITF Беррі, Австралія             | Трава    | Шеннон Голдс    | Марина Еракович Ніколь Кріз     | 6–2, 6–7(2), [3–10] |
| Поразка   | 3.   | 3 березня 2008    | ITF Гамільтон, Нова Зеландія     | Тверде   | Елісон Бай      | Макі Арай Юріна Косіро          | 6–7, 6–7            |
| Перемога  | 1.   | 14 липня 2008     | ITF Фрінтон, Велика Британія     | Трава    | Теммі Петтерсон | Джейд Кертіс Елізабет Томас     | 6–3, 7–5            |
| Перемога  | 2.   | 15 вересня 2008   | ITF Кавана, Австралія            | Тверде   | Джоселін Рей    | Алексіс Праусіс Робін Стівенсон | 6–4, 4–6, [10–4]    |
| Поразка   | 4.   | 14 липня 2009     | ITF Фрінтон, Велика Британія     | Трава    | Анна Фіцпатрік  | Джоселін Рей Джейд Віндлі       | 3–6, 5–7            |
| Поразка   | 5.   | 30 листопада 2009 | Bendigo International, Австралія | Тверде   | Джоселін Рей    | Іріна Павлович Аріна Родіонова  | 3–6, 6–7(3)         |
| Поразка   | 6.   | 7 травня 2010     | ITF Бандаберг, Австралія         | Ґрунт    | Вікторія Раїчіч | Марія Мірковіч Джессіка Мор     | 3–6, 6–1, [7–10]    |
| Перемога  | 3.   | 21 червня 2010    | ITF Давос, Швейцарія             | Ґрунт    | Аманда Елліотт  | Сара Мундір Амра Садікович      | 6–1, 6–2            |
| Поразка   | 7.   | 17 липня 2010     | ITF Вокінг, Велика Британія      | Тверде   | Джоселін Рей    | Тімеа Бабош Емма Лайне          | 2–6, 2–6            |
| Перемога  | 4.   | 31 липня 2010     | ITF Чизік, Велика Британія       | Тверде   | Джоселін Рей    | Анна Фіцпатрік Джейд Віндлі     | 6–1, 6–4            |
| Поразка   | 8.   | 20 вересня 2010   | ITF Аліс-Спрингс, Австралія      | Тверде   | Елісон Бай      | Сема Еріка Сема Юріка           | 5–7, 1–6            |